# Puchar UEFA (1990/1991)
Puchar UEFA 1990/1991 (ang. 1990–1991 UEFA Cup) – 20. edycja międzynarodowego klubowego turnieju piłki nożnej Puchar UEFA, zorganizowana przez Unię Europejskich Związków Piłkarskich w terminie 19 września 1990 – 22 maja 1991. W rozgrywkach zwyciężyła drużyna Inter Mediolan.

## 1/32 finału
| Partizani Tirana – CS Universitatea Craiova 0:1 i 0:1 1 19.09 1990 0:1 Ciurea 88 2 03.10 1990 0:1 Zamfir 78 |
| Aston Villa – Baník Ostrawa 3:1 i 2:1 1 19.09 1990 0:1 Chylek 31, 1:1 Platt 32, 2:1 Mounfield 58, 3:1 Olney 78 2 03.10 1990 0:1 Necas 41, 1:1 Mounfield 52, 2:1 Staš 50s                                                                          |
| Rapid Wiedeń – Inter Mediolan 2:1 i 1:3 (dog) 1 19.09 1990 0:1 Matthäus 6, 1:1 Pfeinfenberger 56, 2:1 Keglevits 72 2 03.10 1990 0:1 Berti 78, 0:2 Berti 83, 1:2 Weber 88, 1:3 Klinsmann 101                                                       |
| RSC Anderlecht – Petrolul Ploeszti 2:0 i 2:0 1 19.09 1990 1:0 Verhayen 64, 2:0 Nilis 85k 2 03.10 1990 1:0 Nilis 21, 2:0 Nilis 88 |
| Royal Antwerp FC – Ferencvárosi TC 0:0 i 1:3 (dog) 1 20.09 1990 2 03.10 1990 0:1 Kareszturi 92, 0:2 Topór 102, 1:2 van Rooy 104k, 1:3 Fischer 111                                                                                                 |
| Sławia Sofia – Omonia Nikozja 2:1 i 2:4 (dog) 1 19.09 1990 1:0 Petkow 5, 1:1 Mičinec 68, 2:1 Ignatow 82 2 03.10 1990 0:1 Mičinec 3k, 1:1 Kirow 12, 1:2 Xiouroupas 51, 2:2 Dermendijew 107, 2:3 Kalathiou 109, 2:4 Kalathiou 118                   |
| Brøndby IF – Eintracht Frankfurt 5:0 i 1:4 1 19.09 1990 1:0 Ukechukwu 9, 2:0 Christensen 54, 3:0 Christofte 63k, 4:0 Madsen 80, 5:0 Christensen 83 2 03.10 1990 0:1 Yeboah 5, 0:2 Eckstein 23, 1:2 Christensen 28, 1:3 Bein 36, 1:4 A. Möller 86k |
| Vejle BK – Admira Wacker Wiedeń 0:1 i 0:3 1 19.09 1990 0:1 M. Binder 67 2 03.10 1990 0:1 M. Binder 17, 0:2 Marschall 27, 0:3 E. Ogris 45 |
| Derry City – SBV Vitesse 0:1 i 0:0 1 19.09 1990 0:1 Löffen 18 2 02.10 1990 |
| Sevilla FC – PAOK FC 0:0 i 0:0 (dog), karne 4:3 1 19.09 1990 2 03.10 1990 |
| Iraklis – Valencia CF 0:0 i 0:2 (dog) 1 19.09 1990 2 03.10 1990 0:1 Fernando 111, 0:2 Cuxart 114 |
| MTK Budapeszt – FC Luzern 1:1 i 1:2 1 19.09 1990 0:1 A. Knup 17, 1:1 Cservenkai 44 2 02.10 1990 0:1 van Eck 53, 1:1 Kardos 69, 1:2 Nadig 81 |
| Glenavon F.C. – Girondins Bordeaux 0:0 i 0:2 1 19.09 1990 2 03.10 1990 0:1 Dugarry 5, 0:2 Ferreri 9 |
| Fimleikafélag Hafnarfjarðar – Dundee United 1:3 i 2:2 1 18.09 1990 1:0 Jansson 1, 1:1 Jackson 32, 1:2 Cleland 77, 1:3 Cleland 90 2 03.10 1990 1:0 Magnusson 19, 2:0 Gislason 28, 2:1 Connoly 63, 2:2 Hjalmarson 78s                               |
| Atalanta BC – Dinamo Zagrzeb 0:0 i 1:1 1 19.09 1990 2 03.10 1990 0:1 Boban 53, 1:1 Evair 60k |
| AS Roma – SL Benfica 1:0 i 1:0 1 19.09 1990 1:0 Carnevale 1 2 03.10 1990 1:0 Giannini 27 |
| Avenir Beggen – Inter Bratysława 2:1 i 0:5 1 18.09 1990 0:1 Stojka 4, 1:1 Krähen 36, 2:1 Krähen 41 2 03.10 1990 0:1 Kubica 4, 0:2 Stojka 14, 0:3 Juraško 51k, 0:4 Juraško 59k, 0:5 Weiss 53                                                       |
| Hibernians FC – FK Partizan 0:3 i 0:2 1 18.09 1990 0:1 Dżordżević 16k, 0:2 Georgijević 80, 0:3 Mijatović 88 2 03.10 1990 0:1 Stevanović 22, 0:2 Šćepović 80                                                                                       |
| Roda JC Kerkrade – AS Monaco 1:3 i 1:3 1 18.09 1990 1:0 Arnold 25, 1:1 Weah 30, 1:2 Passi 39, 1:3 Dib 74 2 03.10 1990 0:1 Weah 34, 0:2 Passi 64, 0:3 Diaz 83, 1:3 Jansen 87                                                                       |
| GKS Katowice – Turun Palloseura 3:0 i 1:0 1 19.09 1990 1:0 Heikkinen 18s, 2:0 Strojek 56, 3:0 Prabucki 80 2 03.10 1990 1:0 R. Szewczyk 27 |
| Zagłębie Lubin – Bologna FC 0:1 i 0:1 1 19.09 1990 0:1 Bonini 79 2 03.10 1990 0:1 Di Gia 90 |
| Sporting CP – KV Mechelen 1:0 i 2:2 1 18.09 1990 1:0 Cadete 15 2 03.10 1990 0:1 Albert 6, 1:1 Gomes 30, 1:2 Ivković 35s, 2:2 Cadete 81 |
| Borussia Dortmund – Chemnitzer FC 2:0 i 2:0 1 18.09 1990 1:0 Helmer 20, 2:0 Mill 90 2 02.10 1990 1:0 Helmer 24, 2:0 M. Rummenigge 50 |
| Bayer 04 Leverkusen – FC Twente 1:0 i 1:1 (dog) 1 19.09 1990 1:0 Kirsten 40 2 03.10 1990 0:1 Paus 85, 1:1 Kirsten 96 |
| Politehnica Timișoara – Atlético Madryt 2:0 i 0:1 1 19.09 1990 1:0 Bangau 43k, 2:0 O. Popescu 65 2 03.10 1990 0:1 Juanito 88 |
| IFK Norrköping – 1. FC Köln 0:0 i 1:3 1 19.09 1990 2 03.10 1990 1:0 Hellström 20, 1:1 Higl 45, 1:2 Banach 72, 1:3 Ordenewitz 78 |
| Lausanne Sports – Real Sociedad 3:2 i 0:1 1 19.09 1990 0:1 Lumbreras 17, 0:2 Gajate 28, 1:2 Höttiger 50, 2:2 Chapuisat 78, 3:2 Höttiger 90 2 02.10 1990 0:1 Aldridge 55                                                                           |
| Fenerbahçe SK – Vitória SC 3:0 i 3:2 1 19.09 1990 1:0 Vokri 34, 2:0 Turan 40, 3:0 B. Senol 62k 2 03.10 1990 1:0 Vokri 6, 2:0 Miydiat 10, 3:0 Aykut 25, 3:1 Soeiro 32, 3:2 Basaula 77                                                              |
| Dnipro Dniepropietrowsk – Heart of Midlothian FC 1:1 i 1:3 1 19.09 1990 0:1 Robertson 22, 1:1 Gudimienko 56 2 03.10 1990 0:1 McPherson 20, 1:1 Szachow 41k, 1:2 Robertson 44, 1:3 Robertson 84                                                    |
| Torpedo Moskwa – GAIS 4:1 i 1:1 1 19.09 1990 1:0 Gicełow 15, 2:0 Tiszkow 26, 3:0 Tiszkow 32, 4:0 Griszin 44, 4:1 Geransson 76 2 03.10 1990 1:0 Tiszkow 41, 1:1 Kohl 67                                                                            |
| Czornomoreć Odessa – Rosenborg BK 3:1 i 1:2 1 19.09 1990 1:0 Cymbalar 3, 2:0 Gecko 48, 3:0 Kondratiew 58, 3:1 Sorloth 79 2 03.10 1990 0:1 Jakobsen 28, 1:1 Szałtynski 38, 1:2 Solliad 76                                                          |
| / 1. FC Magdeburg – Rovaniemen Palloseura 0:0 i 1:0 1 19.09 1990 2 03.10 1990 1:0 Lässig 4 |

## 1/16 finału
| Aston Villa – Inter Mediolan 2:0 i 0:3 1 24.10 1990 1:0 Nielsen 14, 2:0 Platt 67 2 07.11 1990 0:1 Klinsmann 7, 0:2 Berti 62, 0:3 Bianchi 74                                                                      |
| Omonia Nikozja – RSC Anderlecht 1:1 i 0:3 1 24.10 1990 0:1 de Gryse 51, 1:1 Marvofitis 83 2 07.11 1990 0:1 Verhayen 5, 0:2 Oliveira 38k, 0:3 Rutjes 60                                                           |
| Brøndby IF – Ferencvárosi TC 3:0 i 1:0 1 24.10 1990 1:0 Christofte 30k, 2:0 Ukechukwu 82, 3:0 Vilfort 90 2 07.11 1990 1:0 Christensen 74 (mecz bez publiczności)                                                 |
| Heart of Midlothian FC – Bologna FC 3:1 i 0:3 1 24.10 1990 1:0 Foster 7, 2:0 Foster 24, 3:0 Ferguson 38, 3:1 Notaristefano 61 2 07.11 1990 0:1 Detari 19, 0:2 Villa 73, 0:3 Mariani 84                           |
| Real Sociedad – FK Partizan 1:0 i 0:1 (dog), karne 4:5 1 24.10 1990 1:0 Larranaga 90 2 07.11 1990 0:1 Stevanović 48                                                                                              |
| Valencia CF – AS Roma 1:1 i 1:2 1 24.10 1990 1:0 Roberto Fernandez 25, 1:1 Rizzitelli 73 2 07.11 1990 0:1 Giannini 36, 0:2 Völler 64k, 1:2 Fernando 71k                                                          |
| SBV Vitesse – Dundee United 1:0 i 4:0 1 24.10 1990 1:0 Eijer 28 2 07.11 1990 1:0 Latuharu 10, 2:0 Latuharu 37, 3:0 van der Brom 62k, 4:0 Eijer 73                                                                |
| GKS Katowice – Bayer 04 Leverkusen 1:2 i 0:4 1 24.10 1990 0:1 Thom 28, 0:2 Buncol 49, 1:2 P. Świerczewski 85 2 07.11 1990 0:1 Leśniak 28, 0:2 Jorginho 79, 0:3 Herrlich 82, 0:4 Schreier 89                      |
| Sporting CP – Politehnica Timișoara 7:0 i 0:2 1 24.10 1990 1:0 Cadete 30, 2:0 Gomes 36, 3:0 Cadete 50, 4:0 Cadete 64, 5:0 Gomes 61, 6:0 Careca II 79, 7:0 Bozinoski 89 2 07.11 1990 0:1 Vlaicu 44, 0:2 Varga 52k |
| 1. FC Köln – Inter Bratysława 0:1 i 2:0 1 24.10 1990 0:1 Obsitnik 64 2 06.11 1990 1:0 Götz 56, 2:0 Janßen 62 |
| CS Universitatea Craiova – Borussia Dortmund 0:3 i 0:1 1 24.10 1990 0:1 Zorc 58, 0:2 Mill 68, 0:3 Mill 76 2 06.11 1990 0:1 Zorc 39                                                                               |
| FC Luzern – Admira Wacker Wiedeń 0:1 i 1:1 1 24.10 1990 0:1 M. Binder 71 2 07.11 1990 0:1 Marschall 53, 1:1 Marini 88                                                                                            |
| Fenerbahçe SK – Atalanta BC 0:1 i 1:4 1 24.10 1990 0:1 Bonacina 43 2 07.11 1990 0:1 Evair 2, 0:2 Perrone 56, 0:3 Nicolini 57, 0:4 Bonacina 62, 1:4 Ismail 90                                                     |
| Torpedo Moskwa – Sevilla FC 3:1 i 1:2 1 24.10 1990 1:0 Tiszkow 58, 1:1 Polster 71, 2:1 Żukow 84k, 3:1 Szirinbekow 89 2 07.11 1990 1:0 Sawiczew 9, 1:1 Bengeochea 25, 1:2 Ramón 72                                |
| Czornomoreć Odessa – AS Monaco 0:0 i 0:1 1 24.10 1990 2 07.11 1990 0:1 Weah 14 |
| 1. FC Magdeburg – Girondins Bordeaux 0:1 i 0:1 1 23.10 1990 0:1 Ferreri 45k 2 06.11 1990 0:1 Ferreri 58 |

## 1/8 finału
| Admira Wacker Wiedeń – Bologna FC 3:0 i 0:3 (dog), karne 5:6 1 28.11 1990 1:0 Gretsching 31, 2:0 U. Müller 36, 3:0 Gretsching 55 2 12.12 1990 0:1 Waas 7, 0:2 Cabrini 51k, 0:3 Negro 71 |
| RSC Anderlecht – Borussia Dortmund 1:0 i 1:2 1 28.11 1990 1:0 Vanderlinden 75 2 12.12 1990 1:0 van Baekel 36, 1:1 Gorłukowicz 49, 1:2 Schulz 79                                         |
| Brøndby IF – Bayer 04 Leverkusen 3:0 i 0:0 1 28.11 1990 1:0 Frank 6, 2:0 Christensen 60, 3:0 Frank 66 2 11.12 1990                                                                      |
| Inter Mediolan – FK Partizan 3:0 i 1:1 1 28.11 1990 1:0 Matthäus 32, 2:0 Mandorlini 49, 3:0 Bianchi 70 2 12.12 1990 0:1 Stevanović 63, 1:1 Matthäus 65                                  |
| AS Roma – Girondins Bordeaux 5:0 i 2:0 1 28.11 1990 1:0 Völler 10, 2:0 Völler 45k, 3:0 Völler 50, 4:0 Gerolin 60, 5:0 Gerolin 75 2 12.12 1990 1:0 Völler 71k, 2:0 Desideri 90           |
| SBV Vitesse – Sporting CP 0:2 i 1:2 1 28.11 1990 0:1 Gomes 36, 0:2 Calos Xavier 43 2 12.12 1990 0:1 Douglas 26, 0:2 Douglas 88, 1:2 van Arum 88                                         |
| 1. FC Köln – Atalanta BC 1:1 i 0:1 1 28.11 1990 1:0 Brogma 50s, 1:1 Bordin 55 2 12.12 1990 0:1 Nicolini 16                                                                              |
| Torpedo Moskwa – AS Monaco 2:1 i 2:1 1 28.11 1990 1:0 Tiszkow 19, 2:0 Sawiczew 43, 2:1 Passi 54 2 11.12 1990 1:0 Tiszkow 70, 1:1 Diaz 83, 2:1 Gicełow 87                                |

## 1/4 finału
| Brøndby IF – Torpedo Moskwa 1:0 i 0:1 (dog), karne 4:2 1 06.03 1991 1:0 Madsen 58 2 20.03 1991 0:1 Szirinbekow 87                                                                      |
| Atalanta BC – Inter Mediolan 0:0 i 0:2 1 06.03 1991 2 20.03 1991 0:1 Serena 60, 0:2 Matthäus 63                                                                                        |
| Bologna FC – Sporting CP 1:1 i 0:2 1 06.03 1991 1:0 Turkyilmaz 50, 1:1 Luisinho 89 2 20.03 1991 0:1 Cadete 20, Gomes 80k                                                               |
| AS Roma – RSC Anderlecht 3:0 i 3:2 1 06.03 1991 1:0 Comi 43, 2:0 Völler 73, 3:0 Rizzitelli 77 2 20.03 1991 1:0 Völler 22, 2:0 Völler 55, 3:0 Völler 70, 3:1 Kooiman 77, 3:2 Lamptey 82 |

## 1/2 finału
| Brøndby IF – AS Roma 0:0 i 1:2 1 10.04 1991 2 24.04 1991 0:1 Rizzitelli 33, 1:1 Nela 51s, 1:2 Völler 88 |
| Sporting CP – Inter Mediolan 0:0 i 0:2 1 10.04 1991 2 24.04 1991 0:1 Matthäus 15k, 0:2 Klinsmann 35     |

## Finał
| Inter Mediolan – AS Roma 2:0 i 0:1 |
| 8 maja 1991 Mediolan Stadio San Siro (68 887) Inter Mediolan – AS Roma 2:0 (0:0) Sędzia: Aleksiej Iwanowicz Spirin (ZSRR) Bramki: 1:0 Lothar Matthäus 55k, 2:0 Nicola Berti 67 Żółte kartki: Aldo Serena, Alessandro Bianchi / Antonio Comi, Amedeo Carboni, Aldair Football Club Internazionale Milano (trener Giovanni Trapattoni): Walter Zenga – Giuseppe Bergomi (kapitan), Andreas Brehme, Sergio Battistini, Riccardo Ferri, Antonio Paganin (65 Giuseppe Baresi), Alessandro Bianchi, Nicola Berti, Lothar Matthäus, Jürgen Klinsmann, Aldo Serena (90 Fausto Pizzi) Associazione Sportiva Roma (trener Ottavio Bianchi): Giovanni Cervone – Antonio Tempestilli, Sebastiano Nela, Thomas Berthold, Aldair (72 Amedeo Carboni), Antonio Comi (75 Roberto Muzzi), Manuel Gerolin, Fabrizio Di Mauro, Giuseppe Giannini (kapitan), Rudi Völler, Ruggiero Rizzitelli |
| 22 maja 1991 Rzym Stadio Olimpico (70 901) AS Roma – Inter Mediolan 1:0 (0:0) Sędzia: Joël Quiniou (Francja) Bramki: 1:0 Ruggiero Rizzitelli 81 Żółte kartki: Antonio Tempestilli / Jürgen Klinsmann, Alessandro Bianchi Associazione Sportiva Roma (trener Ottavio Bianchi): Giovanni Cervone – Antonio Tempestilli (57 Fausto Salsano), Manuel Gerolin, Thomas Berthold, Aldair, Sebastiano Nela, Stefano Desideri (69 Roberto Muzzi), Fabrizio Di Mauro, Giuseppe Giannini (kapitan), Rudi Völler, Ruggiero Rizzitelli Football Club Internazionale Milano (trener Giovanni Trapattoni): Walter Zenga – Giuseppe Bergomi (kapitan), Andreas Brehme, Sergio Battistini, Riccardo Ferri, Antonio Paganin, Alessandro Bianchi, Nicola Berti, Lothar Matthäus, Jürgen Klinsmann, Fausto Pizzi (67 Andrea Mandorlini)                                                       |